# Tidarren circe
Tidarren circe är en spindelart som beskrevs av Knoflach och van Harten 2006. Tidarren circe ingår i släktet Tidarren och familjen klotspindlar.
Artens utbredningsområde är Namibia. Inga underarter finns listade i Catalogue of Life.